# خورزاد
خورزاد روستایی در دهستان مصعبی بخش آیسک شهرستان سرایان استان خراسان جنوبی ایران است.
براساس لغت نامه دهخدا، خورزاد دهی است از دهستان مصعبی بخش حومه شهرستان فردوس، دارای ۳۰۶ تن سکنه، محصولاتش غلات، زعفران و پنبه است.

## موقعیت
خورزاد در فاصله ۱۸ کیلومتری سرایان قرار دارد و مردمش به گویش تونی صحبت می‌کنند.

## جمعیت
بر پایه سرشماری عمومی نفوس و مسکن در سال ۱۳۹۰ جمعیت این روستا ۷۴ نفر (در ۳۴ خانوار) بوده است.